# شهرستان فرفکس (ویرجینیا)
فرفکس (به انگلیسی: Fairfax County) یکی از شهرستان‌های ایالت ویرجینیا در آمریکا است. تا سال ۲۰۱۰ جمعیت این شهرستان ۱٬۰۸۱٬۷۲۶ بود که ۱۳٫۵٪ از جمعیت ویرجینیا را تشکیل می‌دهد.

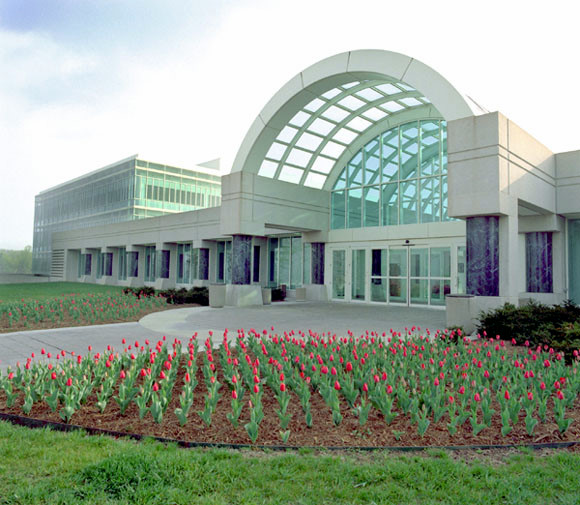
مقر جدید فرماندهی سیا در لانگلی

این شهرستان اولین شهرستان امریکا بود به درآمد میانه خانوار ۶ رقمی رسید و پس از شهرستان مجاور لودون در آمریکا دارای بالاترین درآمد سرانه خانوار در کشور است.
تعدادی از جامعه‌های اطلاعاتی آمریکا مانند سیا در این شهرستان قرار دارند.

## جغرافیا
طبق اداره آمار آمریکا مساحت شهرستان  ۴۰۷ مایل مربع (۱٬۰۵۰ کیلومتر مربع) است که ۳۹۵ مایل مربع (۱٬۰۲۰ کیلومتر مربع) آن خشکی و ۱۲ مایل مربع (۳۰ کیلومتر مربع) آن آبی است.

## سیاست
| سال  | جمهوری‌خواه    | دموکرات       |
| ---- | ------------- | ------------- |
| ۲۰۱۲ | ۳۹٫۱٪ ۲۰۶٬۷۷۳ | ۵۹٫۶٪ ۳۱۵٬۲۷۳ |
| ۲۰۰۸ | ۳۸٫۹٪ ۲۰۰٬۹۱۴ | ۶۰٫۱٪ ۳۱۰٬۳۵۹ |
| ۲۰۰۴ | ۴۵٫۹٪ ۲۱۱٬۹۸۰ | ۵۳٫۳٪ ۲۴۵٬۶۷۱ |
| ۲۰۰۰ | ۴۸٫۹٪ ۲۰۲٬۱۸۱ | ۴۷٫۵٪ ۱۹۶٬۵۰۱ |
| ۱۹۹۶ | ۴۸٫۲٪ ۱۷۶٬۰۳۳ | ۴۶٫۶٪ ۱۷۰٬۱۵۰ |
| ۱۹۹۲ | ۴۴٫۳٪ ۱۷۰٬۴۸۸ | ۴۱٫۶٪ ۱۶۰٬۱۸۶ |
| ۱۹۸۸ | ۶۱٫۱٪ ۲۰۰٬۶۴۱ | ۳۸٫۳٪ ۱۲۵٬۷۱۱ |
| ۱۹۸۴ | ۶۲٫۹٪ ۱۸۳٬۱۸۱ | ۳۶٫۸٪ ۱۰۷٬۲۹۵ |
| ۱۹۸۰ | ۵۷٫۴٪ ۱۳۷٬۶۲۰ | ۳۰٫۸٪ ۷۳٬۷۳۴  |
| ۱۹۷۶ | ۵۳٫۶٪ ۱۱۰٬۴۲۴ | ۴۴٫۷٪ ۹۲٬۰۳۷  |
| ۱۹۷۲ | ۶۶٫۳٪ ۱۱۲٬۱۳۵ | ۳۲٫۴٪ ۵۴٬۸۴۴  |
| ۱۹۶۸ | ۴۹٫۰٪ ۵۷٬۴۶۲  | ۳۸٫۲٪ ۴۴٬۷۹۶  |
| ۱۹۶۴ | ۳۸٫۷٪ ۳۰٬۷۵۵  | ۶۱٫۲٪ ۴۸٬۶۸۰  |
| ۱۹۶۰ | ۵۱٫۷٪ ۲۶٬۰۶۴  | ۴۸٫۱٪ ۲۸٬۰۰۶  |

## جمعیت‌شناسی
تا سال ۲۰۱۰ میلادی ۱٬۰۸۱٬۷۲۶ نفر، ۳۵۰٬۷۱۴ خانوار، و ۲۵۰٬۴۰۹ خانواده ساکن این شهرستان بوده‌اند. تراکم جمعیت ۹۴۸ نفر در کیلومتر مربع (۲٬۴۵۵ نفر در مایل مربع) بوده است. ترکیب نژادی جمعیت عبارت است از:
- ۶۲٫۶۸٪ سفیدپوست
- ۹٫۱۷٪ سیاه‌پوست
- ۰٫۳۶٪ سرخ‌پوست
- ۱۷٫۵۳٪ آسیایی (۴٫۱٪ هندی، ۳٫۸٪ کره‌ای، ۲٫۷٪ ویتنامی، ۲٫۴٪ چینی، ۱٫۴٪ فیلیپینی، ۱٫۰٪ پاکستانی، ۰٫۳٪ تایلندی، ۰٫۳٪ ژاپنی، ۰٫۲٪ بنگلادشی، ۰٫۲٪ نپالی، ۰٫۲٪ کامبوجی، ۰٫۱٪ لائوسی)
- ۰٫۰۷٪ اهالی جزایر اقیانوس آرام
- ۴٫۵۴٪ از دیگر نژادها
- ۳٫۶۵٪ از دو یا چند نژاد
- ۱۵٫۵۸٪ هیسپانیک و لاتینی هستند.

## آموزش
نظام مدارس دولتی شهرستان فرفکس مسئولیت ادارهٔ مدارس دولتی را در این شهرستان بر عهده دارد. مقر اصلی آن در ۸۱۱۵ گیت‌هوس رود در نزدیکی فالز چرچ است.
دانشگاه جرج میسون اندکی بیرون شهر فرفکس نزدیک مرکز جغرافیایی شهرستان قرار دارد.

## اقتصاد
تولید ناخالص شهرستان نزدیک به ۹۵ بیلیون دلار است.
کارفرمایان بزرگی در این شهرستان هستند، از جمله گروه فولکسواگن آمریکا، CSC (شرکت علوم کامپیوتر), نورتروپ گرومن, SAIC, کپیتال وان, جنرال داینامیکس. اکسون‌موبیل عملیات‌های زیردست خود را در این شهرستان اجرا می‌کند. هفت دفتر مرکزی شرکت فرچون ۵۰۰، ۱۱ شرکت هیسپانیک ۵۰۰, و پنج شرکت از بلک انترپرایز ۵۰۰ در این شهرستان واقع شده‌اند. نورتروپ گرومن۲۰۱۰ اعلام کرد که مراکز شرکتش را از لس‌آنجلس به شهرستان فرفکس انتقال خواند داد.
تراکم کارکنان فنی در این شهرستان از دره سیلیکون بیشتر است.

### اشتغال
میانگین دستمزد هفتگی در این شهرستان طی سه‌ماههٔ نخست ۲۰۰۵ برابر ۱٬۱۸۱ دلار بوده است که ۵۲٪ از میانگین ملی بیشتر است.
در اوایل ۲۰۰۵ شهرستان فرفکس در مجموع ۵۵۳٬۱۰۷ شغل وجود داشت.

### مهمترین کارفرمایان
طبق گزارش جامع وضعیت سالانهٔ اقتصادی شهرستان در سال ۲۰۱۰، بزرگترین کارفرمایان شهرستان عبارتند از:
| ردیف | کارفرما                   | تعداد کارکنان |
| ---- | ------------------------- | ------------- |
| ۱    | مدارس دولتی شهرستان فرفکس | ۲۲٬۸۵۲        |
| ۲    | نظام ایالات متحده آمریکا  | ۱۷٬۳۷۰        |
| ۳    | شهرستان فرفکس             | ۱۱٬۱۸۴        |
| ۴    | بوز آلن همیلتون           | ۷٬۰۰۰-۱۰٬۰۰۰  |
| ۵    | نظام سلامت اینووا         | ۷٬۰۰۰-۱۰٬۰۰۰  |
| ۶    | SAIC                      | ۴٬۰۰۰-۶٬۹۹۹   |
| ۷    | فردی مک                   | ۴٬۰۰۰-۶٬۹۹۹   |
| ۸    | نورتروپ گرومن             | ۴٬۰۰۰-۶٬۹۹۹   |
| ۹    | دانشگاه جرج میسون         | ۴٬۰۰۰-۶٬۹۹۹   |
| ۱۰   | لاکهید مارتین             | ۴٬۰۰۰-۶٬۹۹۹   |

## ترابری

### جاده‌ها
چند بزرگراه اصلی از شهرستان فرفکس می‌گذرد، از جمله بزرگراه میان‌ایالتی ۴۹۵، بزرگراه میان‌ایالتی ۶۶, بزرگراه میان‌ایالتی ۹۵, و بزرگراه میان‌ایالتی ۳۹۵.
این شهرستان در ناحیهٔ متروی واشینگتن دی. سی. است.

### بزرگراه‌های اصلی
- بزرگراه میان‌ایالتی ۶۶
- بزرگراه میان‌ایالتی ۹۵
- Interstate 395
- Interstate 495 (Capital Beltway)
- U.S. 1
- U.S. Route 29
- U.S. Route 50
- State Route 7
- State Route 28
- State Route 123
- State Route 193
- State Route 236
- State Route 237
- State Route 243
- State Route 267 (Dulles Toll Road)
- State Routes 286 and 289 (Fairfax and Franconia-Springfield Parkways)
- George Washington Memorial Parkway

### هوایی
فرودگاه بین‌المللی دالس واشینگتن و نیز فرودگاه ملی رونالد ریگان واشینگتن و فرودگاه بین‌المللی ثرگود مارشال بالتیمور واشینگتن برای این شهرستان خدمات هوایی ارائه می‌کنند.
فرودگاه منطقه‌ای ماناساس در شهرستان همسایه نیز برای محموله‌های منطقه‌ای و خدمات جت شخصی استفاده می‌شود.

## سرشناسان
| چهره‌های تاریخی - جورج ماسون - از گانستون هال, «پدر قانون اساسی آمریکا» - جورج واشینگتن - Proprietor of Mount Vernon Plantation in Fairfax County, first Commander-in-Chief of the ارتش قاره‌ای، اولین رئیس‌جمهور ایالات متحده آمریکا - Richard Bland Lee I - Of Sully Plantation, Representative to the مجلس نمایندگان ایالات متحده آمریکا from 1789 to 1795 - Fitzhugh Lee - Of Clermont (Alexandria, Virginia), Governor of Virginia from 1886 to 1890 سیاستمداران - Sharon Bulova - Current chairman of the board of supervisors - جری کنلی - U.S. Congressman (VA-11) and former Chairman of the Fairfax County board of supervisors - Tom Davis - former U.S. Congressman (VA-11) - Katherine Hanley - Virginia Secretary of the Commonwealth and former County Board Chair - جان وارنر - former U.S. Senator (R) - جیم وب - U.S. Senator (D) حرفه‌ای‌ها - کاترین کولمن - فضانورد - سین پارکر - co-founder of نپستر, Plaxo, and Causes - Urban Search and Rescue Virginia Task Force 1 - a response team that has been deployed to recent disasters in Haiti and Japan چهره‌های ورزشی - بروس آرینا - سرمربی باشگاه فوتبال لس‌آنجلس گلکسی - Eric Barton - Linebacker for the نیویورک جتز - برایان کرول - هافبک فیلادلفیا یونیون - Hubert Davis - Retired basketball player - میا هام - فوتبالیست - اندی هک - فوتبالیست سابق لیگ ملی فوتبال آمریکا - Grant Hill - Small forward for the لس آنجلس کلیپرز - Bhawoh Jue - Defensive back for the آریزونا کاردینالز - Brian Kendrick - Professional Wrestler - Javier López - Pitcher for the San Francisco Giants - Keith Allen Lyle - Retired safety for the Los Angeles / St Louis Rams - Michael McCrary - Former لیگ ملی فوتبال Defensive End | - Ed Moses - U.S. Olympic swimmer - Scott Norwood - Retired kicker for the بوفالو بیلز - آلکس رایلی - کشتی‌گیر - Eddie Royal - Wide Receiver for the دنور برانکوز - Evan Royster - Running Back for the واشینگتن ردسکینز - Joe Saunders - Starting pitcher for the Arizona Diamondbacks - جاستین اسپرینگ- U.S. Olympic gymnast - Tommy Steenberg - U.S. Figure Skater - Chris Warren - former NFL running back - Alan Webb - U.S. Olympic track runner - Michael Weiss - اسکیت نمایشی - کیت زیگلر - شناگر المپیک هنرمندان - Kevin Michael "Toby" McKeehan - جایزه گرمی winning artist, producer, and songwriter - Kristi Lauren Glakas - Third-runner-up in 2006 Miss America pageant - جولیان مور - Oscar-nominated actress lived in Fairfax County in the mid-1970s and attended JEB Stuart HS two years - پارک یوچان - خوانندهٔ گروه کره‌ای تی‌وی‌ایکس‌کیو و جی‌وای‌جی - Chung Jae Young - پاپ کره‌ای R&B/Soul artist - لورن گراهام - Actress on Gilmore Girls - دیو گرول - طبل‌زن نیروانا و رهبر فو فایترز - Dismemberment Plan - former band led by Travis Morrison - John Jackson - Blues guitarist, master of the Piedmont style - جیسون سودیکیس - Writer and actor (ساتردی نایت لایو writer 2003-2005) - جیمی وورکمن - Actor in The Addams Family (1991) and ارزش‌های خانواده آدام (1993). - کریستینا هندریکس - Actress in مد من and کرم شب‌تاب, attended Fairfax High School. - Prince Poppycock - Season Five fourth place finalist of استعدادهای درخشان آمریکا from Great Falls. غیره - Jayson Blair - گزارشگر سابق نیویورک تایمز گزارش‌های جعلی نقل می‌کرد. - John Davidson - ژنرال ایالت‌های شمالی - رابرت هانسین - از آمریکا برای اتحاد جماهیر شوروی سوسیالیستی و روسیه جاسوسی می‌کرد. - کریستوفر مک‌کندلس - American wanderer who went to آلاسکا to try to "find himself" and died in the process. The novel Into the Wild is based on his journey. - سئونگ هوی چو - تیراندازی که در کشتار دانشگاه ویرجینیا تک نقش داشت - Steve Scully - Host, political editor, and senior producer of سی-سپن's Washington Journal, resides in Fairfax Station with his family. |

## شهرهای خواهر
- سونگپا-گو، کره جنوبی (۲۰۰۹)[۱۹]
- هاربین، چین (۲۰۰۹)[۲۰][۱۹]